# Comtat d'Huron (Canadà)
El Comtat d'Huron és un comtat de la província canadenca d'Ontario. Està situada a la costa del sud-est del llac Huron, a la part sud-est d'Ontario. La capital del comtat és Goderich (Canadà). La població era de 60.220 habitants el 1996 i de 59.701 habitants el 2001. És una zona eminentment rural, el comtat agrícola més productiu d'Ontario que té especial cura dels edificis patrimonials on es pot fer senderisme i ciclisme.
Es subdivideix en la ciutat de Golderich (Canadà) i els municipis de Ashfield–Colborne–Wawanosh, Bluewater, Central Huron (Canadà), Howick (Canadà), Huron East (Canadà), Morris-Turnberry (Canadà), North Huron (Canadà) i South Huron (Canadà). Els límits dels municipis de la comarca estan en vigor des de 2001, quan el govern provincial va imposar diverses fusions en tota la província.